# Platanthera boninensis
Platanthera boninensis là một loài thực vật có hoa trong họ Lan. Loài này được Koidz. miêu tả khoa học đầu tiên năm 1919.